# 2016년 하계 올림픽 카누
2016년 하계 올림픽 카누, 즉 2016년 리우데자네이루 하계 올림픽 카누는 8월 7일부터 11일까지 카누 회전, 8월 15일부터 20일까지 카누 스프린트 등 두 가지 주요 종목으로 치러졌다. 회전 대회는 올림픽 화이트워터 경기장에서 열렸다. 스프린트 이벤트는 코파카바나의 라고아 로드리고 데 프레이타스에서 열렸다. 브라질 연방 정부의 오스왈도 크루즈 재단(Oswaldo Cruz Foundation) 연구실이 로드리고 데 프레이타스(Rodrigo de Freitas) 석호에서 약물 내성 슈퍼 박테리아의 유전자를 발견한 이후 카누 경기 장소는 운동선수들에게 우려의 대상이었다.
16개 종목에는 약 330명의 선수가 참가했다.

## 자격
2016년 올림픽에서는 회전 및 스프린트 카누에 대한 새로운 예선 시스템이 만들어졌다. 국제 카누 연맹은 2014년 8월 종목별 할당량을 정했다.

## 참여 국가
- 아르헨티나 (10)
- 오스트레일리아 (18)
- 오스트리아 (2)
- 아제르바이잔 (4)
- 벨라루스 (12)
- 벨기에 (1)
- 브라질 (13)
- 불가리아 (2)
- 캐나다 (9)
- 중화인민공화국 (10)
- 쿡 제도 (2)
- 쿠바 (6)
- 체코 (12)
- 덴마크 (5)
- 에콰도르 (1)
- 이집트 (2)
- 프랑스 (17)
- 조지아 (1)
- 독일 (16)
- 영국 (11)
- 헝가리 (18)
- 이탈리아 (4)
- 일본 (5)
- 카자흐스탄 (13)
- 라트비아 (2)
- 레바논 (1)
- 리투아니아 (6)
- 몰도바 (1)
- 모로코 (1)
- 멕시코 (1)
- 모잠비크 (2)
- 뉴질랜드 (9)
- 나이지리아 (1)
- 팔라우 (1)
- 폴란드 (15)
- 포르투갈 (7)
- 루마니아 (8)
- 러시아 (19)
- 사모아 (1)
- 상투메 프린시페 (1)
- 세네갈 (3)
- 세르비아 (10)
- 슬로바키아 (12)
- 슬로베니아 (6)
- 남아프리카 공화국 (1)
- 대한민국 (2)
- 스페인 (11)
- 스웨덴 (5)
- 튀니지 (3)
- 튀르키예 (1)
- 우크라이나 (9)
- 미국 (5)
- 우즈베키스탄 (4)